# Cristóbal Lechuga
Cristóbal Lechuga fue un capitán de artillería de los tercios españoles e ingeniero artillero durante los siglos XVI y XVII. Autor de tratado militar Discurso de Artillería.

## Biografía
Nacido en Baeza, Jaén en 1556 o en 1557.
Antes de cumplir dieciocho años se enrola en el Tercio de Sancho Dávila, y participa en la Batalla de Mook de 1574 dentro de la guerra de Flandes. Durante los siguientes años consiguió escalar del puesto de soldado hasta el puesto de capitán. En 1585 es nombrado sargento mayor del Tercio del Maestre de Campo Francisco Arias de Bobadilla, a los 28 años de edad y tras 11 años de servicio militar. El 25 de julio de ese año, el Tercio de Bobadilla sale hacia Flandes por el Camino español. A su llegada a Flandes, el tercio es diseminado por las poblaciones cristianas católicas de la frontera para defenderlas de posibles ataques de protestantes. En 1585 dirigió la construcción del puente destinado a la expugnación de Amberes que concluyó el sitio de Amberes, que llevaba noventa y siete cañones. En diciembre de 1585 participa en el Milagro de Empel, a orillas del río Mosa donde los holandeses rebeldes rompieron los diques, anegaron la zona del río Mosa y presentaron una flota de 100 barcos ante los españoles. El día de la Vigilia de la Inmaculada Concepción el Mosa se heló y las tropas españolas asaltaron los barcos holandeses logrando la victoria. Lechuga junto a un grupo de hombres desalojó a unos holandeses bien pertrechados de una de las islas. En 1590, tras el nombramiento como Maestre de Campo del Tercio de Bobadilla a Manuel de Vega y no a Cristóbal Lechuga, éste es procesado por el intento de agresión al nuevo Maestre de Campo llevado a cabo por su hermano y su ayudante. Aunque no se encontró prueba alguna fue retirado del puesto y dejado sin mando alguno. Sin embargo, obtuvo una recomendación de Felipe II de España[cita requerida] para ser nombrado teniente del Capitán General de Artillería de Flandes. De esta época data el tratado militar Discurso que trata del cargo de Maestre de Campo General y de todo lo que de derecho la toca en el Exército, sobre las atribuciones y cometidos del general en jefe que se publica en 1603.
Durante las campañas de la guerras de religión de Francia participa junto a la Artillería Imperial de Pedro Enríquez de Acevedo, Conde de Fuentes, en el asedio de Dourlens y otras campañas militares en las que pone en práctica nuevos sistemas de artillería como las baterías enterradas y baterías a contraescarpa.
Junto al Conde de Fuentes Lechuga marcha al Milanesado donde fue ingeniero en la construcción del Fuerte de Fuentes. Este fuerte se ubicó en Cólico a orillas del lago Como para vigilancia y defensa del Camino Español ante los ataques franceses para interrumpir la principal vía de transporte terrestre entre España, Italia y Flandes en el puente de Gresin sobre el Ródano. Lechuga lo acabaría entre los años de 1603 y 1610. En 1604 se crea en Milán la Escuela de Artillería cuyo director será Cristóbal Lechuga. La impulsa el Conde de Fuentes de Valdepero Pedro Enríquez de Acevedo para la conquista y fortificación de la segunda ruta del Camino Español con un recorrido cercano a la frontera del estado independiente de Venecia. En 1609, muerto ya su protector el Conde de Fuentes, es acusado de fraude en la construcción del Fuerte de Fuentes en un proceso que duraría por lo menos hasta 1612.  
Libre de cargos, vuelve a España y participó de 1609 a 1611 como ingeniero artillero junto a Juan de Médici en la construcción del fuerte de La Mamora cerca de Larache para la toma de La Mamora de 1614. Felipe III de España le nombra Gobernador de la plaza de San Miguel de Ultramar (nueva denominación de La Mamora), en una zona hostil e insalubre: de los 3.000 hombres que había allí destinados, sólo quedaban 500 hombres tras el transcurso de un invierno. En 1616 realiza una fundación en una capilla de la Iglesia románica de Santa Cruz de Baeza. En 1622 muere Lechuga en San Miguel de Ultramar en la campaña en la que  los reyes de Marrakech y Fez con apoyo holandés, atacan la plaza y son derrotados por la flota al mando de Alonso de Contreras. Es enterrado en la Iglesia de Santa Cruz de Baeza y el posteriormente su sepulcro es trasladado a la Catedral de Baeza.

## Discurso de Artillería (1611)
En 1611 Lechuga escribe su obra más famosa, el tratado militar: Discurso que trata de la artillería y de todo lo necesario a ella, con un tratado de fortificación y otros advertimientos, conocido generalmente como Discurso de Artillería. En este tratado recopilaba todo el saber de su tiempo respecto a la artillería y al arte del ingeniero y supone una importante aportación práctica y teórica en el campo del material y del empleo de la artillería. En 1693 el tratado del matemático del militar José Chafrion Escuela de Palas de 1693 compila la matemática del sistema de fortificación descrita por Lechuga.

## Obra
- Discurso que trata del cargo de Maestre de Campo General y de todo lo que de derecho la toca en el Exército, sobre las atribuciones y cometidos del general en jefe (1603)
- Discurso que trata de la artillería y de todo lo necesario a ella, con un tratado de fortificación y otros advertimientos o Discurso de Artillería (1611)